# Dibenzazepine

Struktur des 5H-Dibenzob,fazepins samt Nummerierung

Dibenzazepine, früher auch Dibenzoazepine, genauer 5H-Dibenzo[b,f]azepine, sind Vertreter einer chemischen Stoffgruppe, bei der zwei Benzolringe an einem zentralen, stickstoffhaltigen siebengliedrigen Ring, dem 1H-Azepin, anelliert sind. Die Verbindungen werden teilweise als Arzneistoffe (trizyklische Antidepressiva und Antikonvulsiva) eingesetzt.
Beispiele für als Arzneistoffe eingesetzte Vertreter sind Carbamazepin, das dihydrierte Dibenzazepin (Dihydrobenzazepin) Imipramin. Strukturell ähnlich – aber mit abweichender Anordnung der Heteroatome und damit kein Derivat des 5H-Dibenz[b,f]azepins – ist das Dibenzoxazepin Amoxapin.

Carbamazepin
Imipramin
Amoxapin